# Plynlimon
Le Plynlimon (nom anglicisé depuis le mot gallois « Pumlumon » qui signifie « cinq pics ») est une montagne du pays de Galles, qui s'élève à 752 m d'altitude. Elle constitue le point culminant de la partie centrale des monts Cambriens et domine la région du Ceredigion.